# Batrachorhina kivuensis
Batrachorhina kivuensis är en skalbaggsart som beskrevs av Stefan von Breuning 1965. Batrachorhina kivuensis ingår i släktet Batrachorhina och familjen långhorningar. Inga underarter finns listade.